# Eusebio Zarza
Eusebio Zarza   (Madrid, segle XIX - segle XIX) va ser un dibuixant, gravador i pintor espanyol. Va col·laborar amb nombrosos diaris i obres bibliogràfiques amb les seves obres.
Va néixer a Madrid. Està documentat a partir de 1826. Deixeble de la Reial Acadèmia de Belles Arts de Sant Ferran de Madrid, on es conserva un dibuix a tinta de gener de 1831 titulat Estudi del cap d'Alexandre el Gran.
A l'Exposició Nacional de Belles Arts de 1856 va presentar La Puríssima Concepció de Nostra Senyora i la La Sagrada Família descansant a Egipte. Va obtenir una menció honorífica. A la de 1858 va exposar el retrat de cos sencer i mida natural de Fernando Casado de Torres. El mateix any va opositar a la plaça de professor de dibuix de l'Acadèmia de Sant Ferran, i va ser proposat en primer lloc en la terna formada per a la seva provisió. A l'Exposició d'Aquarel·les del Sr. Hernández de Madrid de 1881 va presentar Felicitat completa, sol a casa es troba, Una emboscada i Galanteria.
Autor d'una extensa obra, va dedicar-se preferentment al dibuix per a gravar en fusta i a la litografia. Va col·laborar en nombroses capçaleres com Museo de las Familias, Semanario Pintoresco Español, La Ilustración, La Aurora de la vida, El Arte en España i La lectura para todos. A més d'obres bibliogràfiques com Iconografia española, Historia de las órdenes de Caballería, El Panorama español, Historia de Madrid, Álbum de la guerra de África, Historia de Azara, Recuerdos y bellezas de España, Galería regia, Historia de las armas de Infantería y Caballería, La Sagrada Biblia, entre d'altres. En destaquen també novel·les com El cocinero de S. M., La maldición de Dios, El caballero relámpago, Rienzi, El duende de la corte, La Condesa de Charni, Las mil y una noches, Un reinado de maldades, i moltes altres.

## Galeria d'obres
- Antonio Romero Ortiz (ca. 1842)
- El rei got Liuva II (1848)
- Francisco Zea (1857)
- Assalt i presa de Madrid per Ramir II (1860)
- El motí de Esquilache (1860)
- El dos de maig a Madrid (1860)
- El descobriment d'Amèrica (1865)
- La reina Velasquita (1868)